# Tubificoides amplivasatus
Tubificoides amplivasatus is een ringworm uit de familie van de Naididae. De wetenschappelijke naam van de soort is voor het eerst geldig gepubliceerd in 1975 door Erséus.